# Hoét đuôi ôliu
Hoét đuôi ôliu (danh pháp khoa học: Zoothera lunulata) là một loài chim thuộc họ Hoét, chủ yếu ăn côn trùng, có kích thước trung bình được tìm thấy chủ yếu ở đông nam Australia và Tasmania. Loài chim này có thân dài khoảng 27–29 cm, trung bình dài khoảng 28 cm và nặng khoảng 100 gam.
Người ta ước tính rằng quần thể phân bố rộng này là lớn, mặc dù không có kiểm đếm chính thức nào đã từng được thiết lập. Chúng sinh sống trong khu vực cây bụi, rừng, và rừng mưa. Đây là loài chim không di cư. Mặc dù bị ảnh hưởng bởi sự tàn phá của con người đối với môi trường sống tự nhiên của nó, nhưng do phạm vi phân bố là rất lớn nên tác động là không đáng kể. Nó có màu từ màu nâu tới màu ô liu, với một vòng trắng quanh mắt và các sọc màu đen trên lưng, đuôi, đầu. Mặt bụng nhạt màu hơn với các mép viền sẫm màu. Cánh có một dải tối chạy dọc theo chiều dài mặt trong.